# Гарнова (Пермский край)
Гарнова — деревня в Пермском крае России. Входит в Александровский муниципальный округ.

## География
Деревня расположена в устье реки Игум (левый приток реки Яйва), по берегу Усть-Игумского пруда, примерно в 23 км к юго-западу от прежнего административного центра поселения — Всеволодо-Вильвы.

## История
Гарнова вошла в муниципальное образование «Всеволодо-Вильвенское городское поселение» в ходе муниципальной реформы 2006 года.
С 2006 до 2019 гг. входила в Всеволодо-Вильвенское городское поселение Александровского муниципального района.

## Население
| 2010 |
| ---- |
| 8    |

## Инфраструктура
Личное подсобное хозяйство.

## Транспорт
Просёлочные дороги.

## Топографические карты
- Лист карты O-40-31. Масштаб: 1 : 100 000. Состояние местности на 1982 год. Издание 1987 г.